# McCreary megye
McCreary megye az Amerikai Egyesült Államokban, azon belül Kentucky államban található. Megyeszékhelye Whitley City, legnagyobb városa Pine Knot. Lakosainak száma 16 888 fő (2020. április 1.). McCreary megye Pulaski, Laurel, Whitley, Scott, Wayne és Campbell megyékkel határos.

## Népesség
A megye népességének változása:
| Lakosok száma | 18 294 | 18 272 | 18 053 | 17 989 | 17 878 | 16 888 |
|               | 2010   | 2011   | 2012   | 2013   | 2015   | 2020   |